# 후나도 타케유키
후나도 타케유키(일본어: 船戸 健行, 11월 19일 ~ )는 일본의 배우, 성우이자 음향 감독으로, 에히메현 출신이다.